# 任天堂64
任天堂64（简称“N64”），是日本任天堂公司开发的家用電視游戏机。於1996年6月23日在日本面世，而北美洲於1996年9月29日、歐洲和澳洲於1997年3月1日、法國於1997年公開發售。最大的创新之处在于首次在手柄上加入了类比摇杆和震动功能。任天堂64上除了诞生了《塞尔达传说 时之笛》和《超级马里奥64》等大作，亦誕生了任天堂全新知識產權（IP）以致往後最暢銷的系列品牌：《任天堂明星大亂鬥》和《動物森友會》。任天堂64銷量為3293萬台。下一代产品为任天堂GameCube。另外任天堂當年為中國大陸市場，進行主機及遊戲中文化曾推出神遊機（iQue Player）作為特制版主機。

## 簡介
首次公佈N64是在1995年11月24日，於日本的第七屆Shoshinkai Software展覽會。而有關相片則由Game Zero雜誌經由互聯網發佈，而官方報導則於數星期後於初期的Nintendo Power網站，及於第85期任天堂雜誌公佈。
開放過程中的N64命名代號為Project Reality。這個名稱是來自任天堂能夠生產出與超級電腦同等的计算机图形界面。公開後將名稱改為任天堂超級64 (Nintendo Ultra 64)，64指的是其所裝置的64位元處理器。但於1996年2月1日，即5個月後，任天堂更改了名称，删除了"Ultra"。
顧名思義，它使用的是64位元RISC（精简指令集架构）的处理器。值得注意的是，N64问世的时候光碟已经相當普及，但任天堂公司依然使用卡匣作为游戏的儲存媒體。
於首次發表N64後，Rareware(英國)及Midway(美國) 兩間公司主張使用任天堂64的硬體來製作動作遊戲：殺手本能 (Killer Instinct)及 Cruis'n USA，但事實上，最後推出的遊戲并没有使用N64的硬件，它们只使用了硬碟及TMS處理器。Killer Instinct是當時最先進的遊戲，它的特色在於事先演算了在硬碟中儲存的背景動畫。
任天堂以創新的手法來招徠顧客，但在這之前，許多的創意性的手法其實已被使用過：第一個64位元的家用主機其實是雅達利Jaguar (雖然這向來有所爭議，Jaguar只是擁有兩個32位元的中央處理器)；第一個採用類比搖捍的是Vectrex；第一個使用四個手把插孔的主機是Bally Astrocade。但無論如何，任天堂64是第一個運用這些手法而受到熱烈歡迎的主機。
任天堂64的系統設計是由Silicon Graphics所負責，SGI的特色在於他們的註冊商標---虛擬三十二位元顏色系統 (dithered virtual 32-bit color graphics)。早期的N64開發系統裝備了SGI的Indy。
N64是第一個支援mipmapping和抗锯齿繪圖技術的家用主機，但N64在圖像表現上有所缺陷，因為它缺乏足夠的影像記憶體去儲存立體圖形上的貼圖(N64只採用卡匣和擴張RAM)，這使遊戲設計者只能使用一些像素低的材質再加上以雙線性過濾來做出比較多的模糊效果來補償這個不足。

## 卡匣 VS.光碟
任天堂64是一個使用卡匣來儲存遊戲的電視遊戲機。任天堂之所以選擇卡匣，有以下優點：
- 卡匣的讀取速度比起光碟快上許多。“讀取中……”的畫面在許多使用光碟的電視遊戲機，如：PlayStation、世嘉土星上看到，而大部分的N64遊戲則很少需要讀取的時間。
- 卡匣不易複製且複製的成本也很高，如此一來就能夠抵抗盜版問題（儘管任天堂所獲得的利潤會比較低）。但後來还是有人製造了一些未經任天堂認可的唯讀光碟器，它們看起來和PlayStation上的一般光碟裝置有異，但還是可以為任天堂64讀取光碟上的遊戲。
- 擁有在卡匣上搭載特殊晶片的可能性，這個方法在一些超級任天堂上的遊戲可以看到。
- 大多數的卡匣可以自行儲存特有的資料及遊戲流程，从而玩家不必购买昂貴的記憶卡。但儲存資料需要卡匣中使用電池，其電力通常可維持一整年。

任天堂選擇了卡匣作為N64遊戲的載體。任天堂原本在1988年與索尼（Sony）簽署了合約，要開發超級任天堂的外接光碟裝置。但因為索尼堅持他們想接收所有以光碟推出的遊戲收益做為回報，以及除了外接光碟裝置外，索尼可以發行超級任天堂與光碟裝置的整合機種（當時暫定其名為「Play Station」，又稱為「任天堂PlayStation」），使得任天堂後來背棄了合約，終止與索尼的合作。任天堂稍後與荷蘭的飛利浦（Philips）合作發展超級任天堂的光碟裝置，但這個合作計畫後來也沒有任何下文。而索尼為了抗議任天堂，後來在他們的32位元主機上保留了這個名字（去掉「Play Station」名稱之間的空格，成為「PlayStation」）。任天堂也為此控告索尼，後來這個紛爭已經平息。
任天堂的卡匣系统的收益已经很難區分。當 N64 遊戲通常需要更多的多邊形描繪時，有限的 ROM 卡匣容量限制了可用纹理的數量，導致遊戲只有平庸的影像效果。之後如《生化危機2》需要更多的儲存容量的遊戲，當媒體容量允許時，可顯示出 N64 更好的圖形效果，但這種性能在遊戲戰爭中來得晚並且高價。
同時，任天堂的競爭對手（索尼的PlayStation和世嘉的Sega Saturn）所發行的主機是使用光碟來做為遊戲的載體。由於光碟的製造和流通成本較為便宜，將使得第三廠商的花費較少，這使過去原本支持任天堂遊戲主機的遊戲開發商轉而加入任天堂的競爭對手陣營裡，以獲得較高的利潤。而最後，卡匣與光碟這兩種儲存媒體的爭論在《最終幻想VII》的發行平台選擇上達到最高點，儘管最終幻想的前六個作品都在任天堂的遊戲主機上發行，這個系列作的發行公司史克威爾選擇了在索尼PlayStation上發行《最終幻想VII》，這起事件可以說是對任天堂的卡匣式系統發出了個高度的公開譴責，也損害了任天堂的聲譽。
N64製作卡匣的成本也遠高於CD：一本遊戲雜誌在此時提到了一個卡匣平均要花費的成本是美金25元，CD則只有美金10元。也因為如此，N64的遊戲售價比PlayStation的遊戲還高，大部分的PlayStation遊戲很少超過美金50元，但N64的遊戲售價卻在美金70-75元之間。
儘管有著上述的問題，N64仍然發行了許多受歡迎的遊戲，主機的生命周期也相當長，N64在這次的遊戲主機戰爭中也取得了第二名的位置（市場佔有率40%），另外，第一名則是PlaySation（市場佔有率51%），這都是歸功於任天堂自主開發的遊戲，有如超级马里奥和薩爾達傳說系列這一些只在任天堂主機上開發的遊戲。而《黄金眼007》、《惡靈古堡2》、《暗影人》、《毀滅戰士64》及《雷神之鎚II》這一類遊戲亦為任天堂64帶來一些成年的玩家。
在2001年，任天堂64的下一代主機由以光碟為載體的任天堂GameCube所替代，不過這個主機並不使用主流的CD/DVD技術，而是選擇基於MiniDVD技術的GameCube光盤。

## 游戏
任天堂64平台上共发行了388款游戏。有一些游戏在日本地区独占发行。
由於N64較少第三廠商的支援，因此推出的遊戲數量較SFC少，下列是一些任天堂在N64上著名的遊戲：
| 瑪利歐賽車64      | 瑪利歐派對              | 紙片瑪利歐        |
| 星際火狐64        | 任天堂明星大亂鬥        | 超級瑪利歐64      |
| 薩爾達傳說 時之笛 | 薩爾達傳說 穆修拉的假面 | F-Zero X 未來賽車 |
| 水上摩托64        | 瑪利歐高爾夫64          | 精靈寶可夢競技場  |
| 瑪利歐網球64      | 皇家骑士团64            | 動物森友會        |
| 星之卡比64        | 瑪利歐派對2             | 瑪利歐派對3       |
| 耀西故事          | 1080°滑雪               | 瑪利歐高爾夫64    |
| 越野摩托車64      |                         |                   |

《超級瑪利歐64》是典型的3D遊戲，它和《薩爾達傳說 時之笛》都獲認為是經典的遊戲。而除了任天堂自家開發的遊戲之外，Rareware也開發了許多N64的遊戲，下列是一些他們頗受歡迎的遊戲列表:
- Blast Corps.
- Killer Instinct Gold
- 狄狄剛賽車
- 007 黃金眼
- 阿邦阿卡大冒險以及續作阿邦阿卡大冒險2
- 完美黑暗
- Jet Force Gemini
- 咚奇剛64
- Conker's Bad Fur Day

最後一個在美國發售的N64遊戲是2002年8月20日的《托尼霍克职业滑板3》；而歐洲最後一個發售的遊戲則是2001年11月16日的《瑪利歐派對3》。
在美國G4電視頻道的十大家用遊戲主機排行中，任天堂64的投票數超過了其他的主機。

## 硬體

### 技术参数

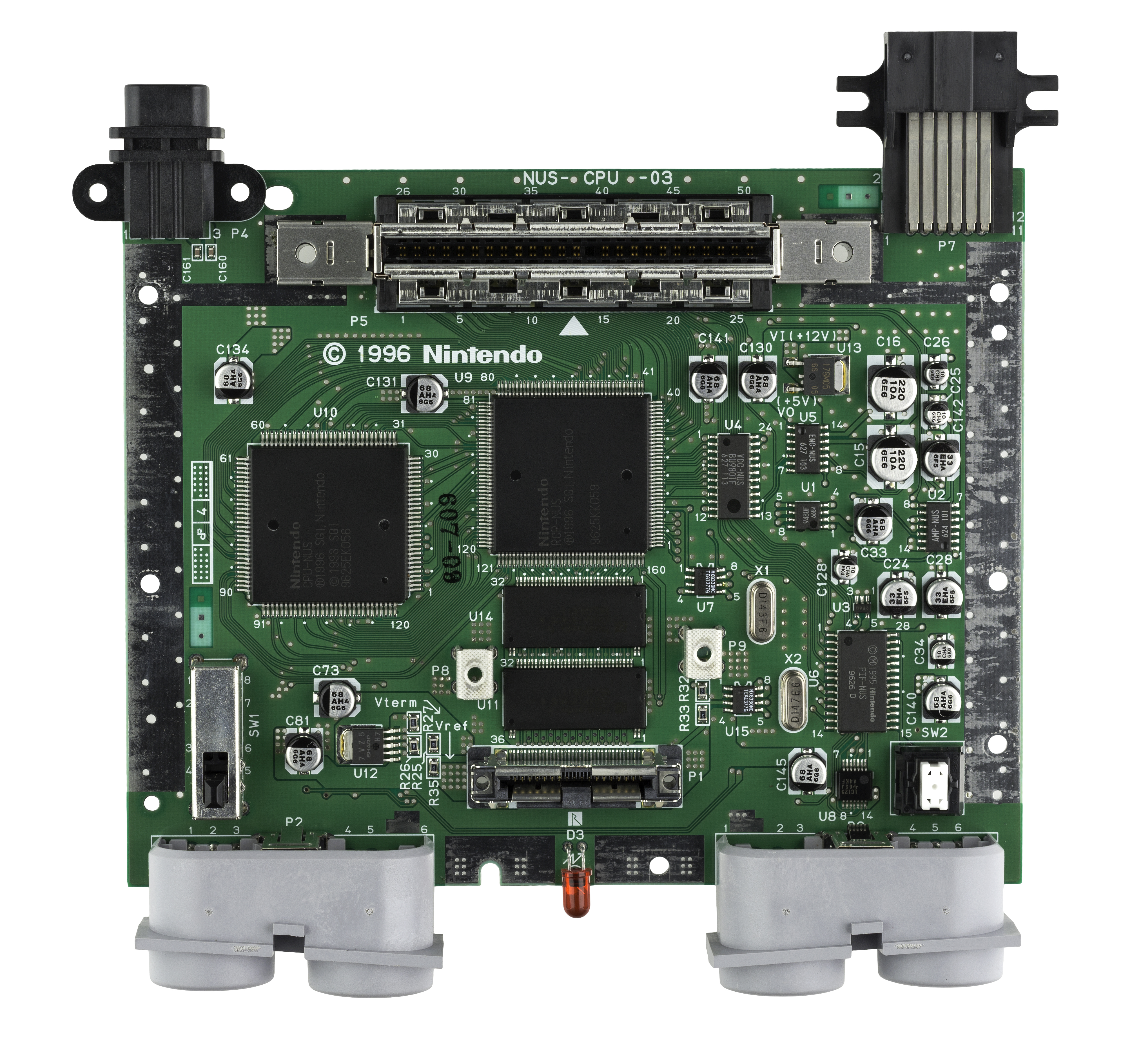
N64主機版
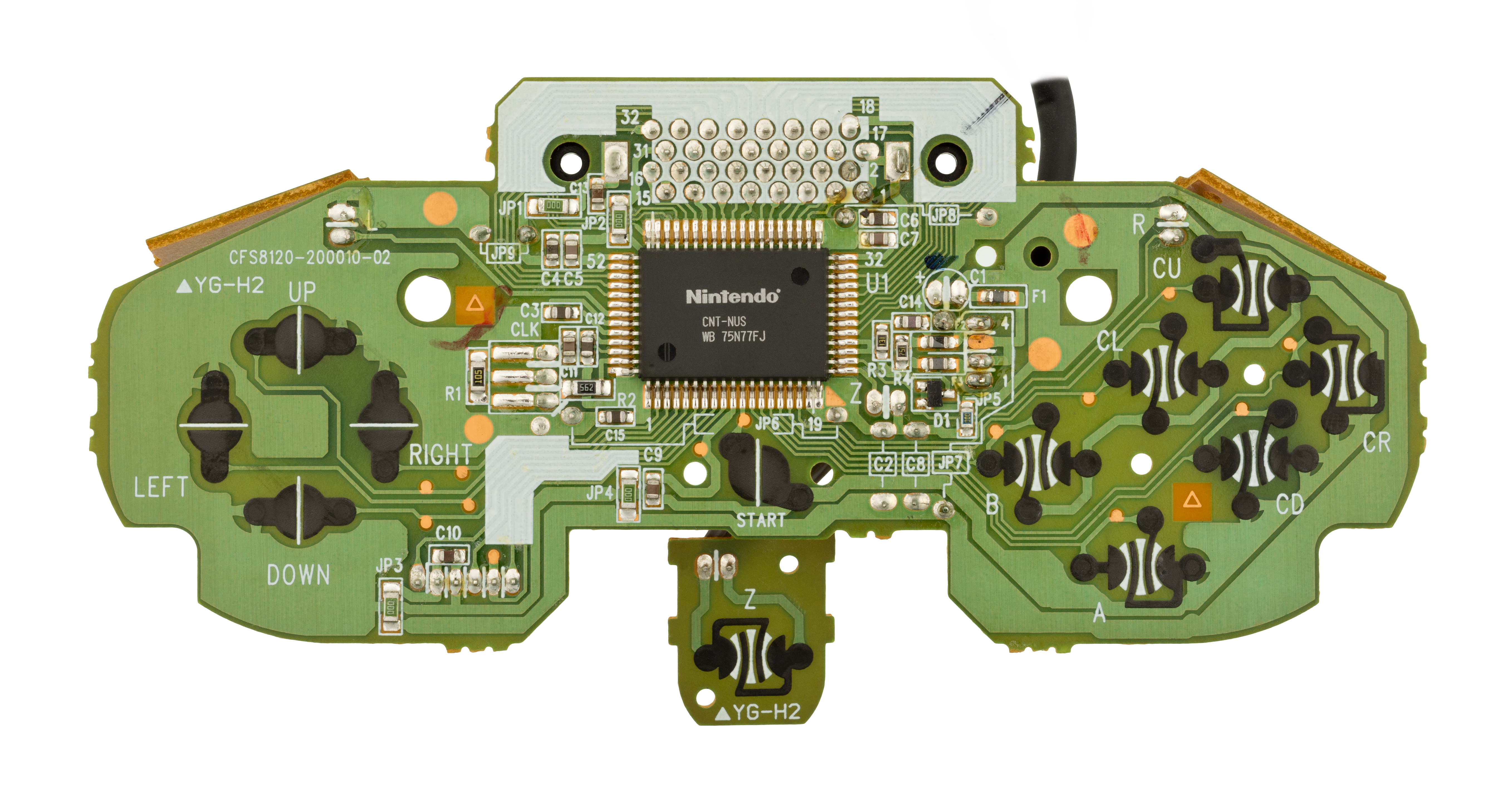
N64手把內部構造
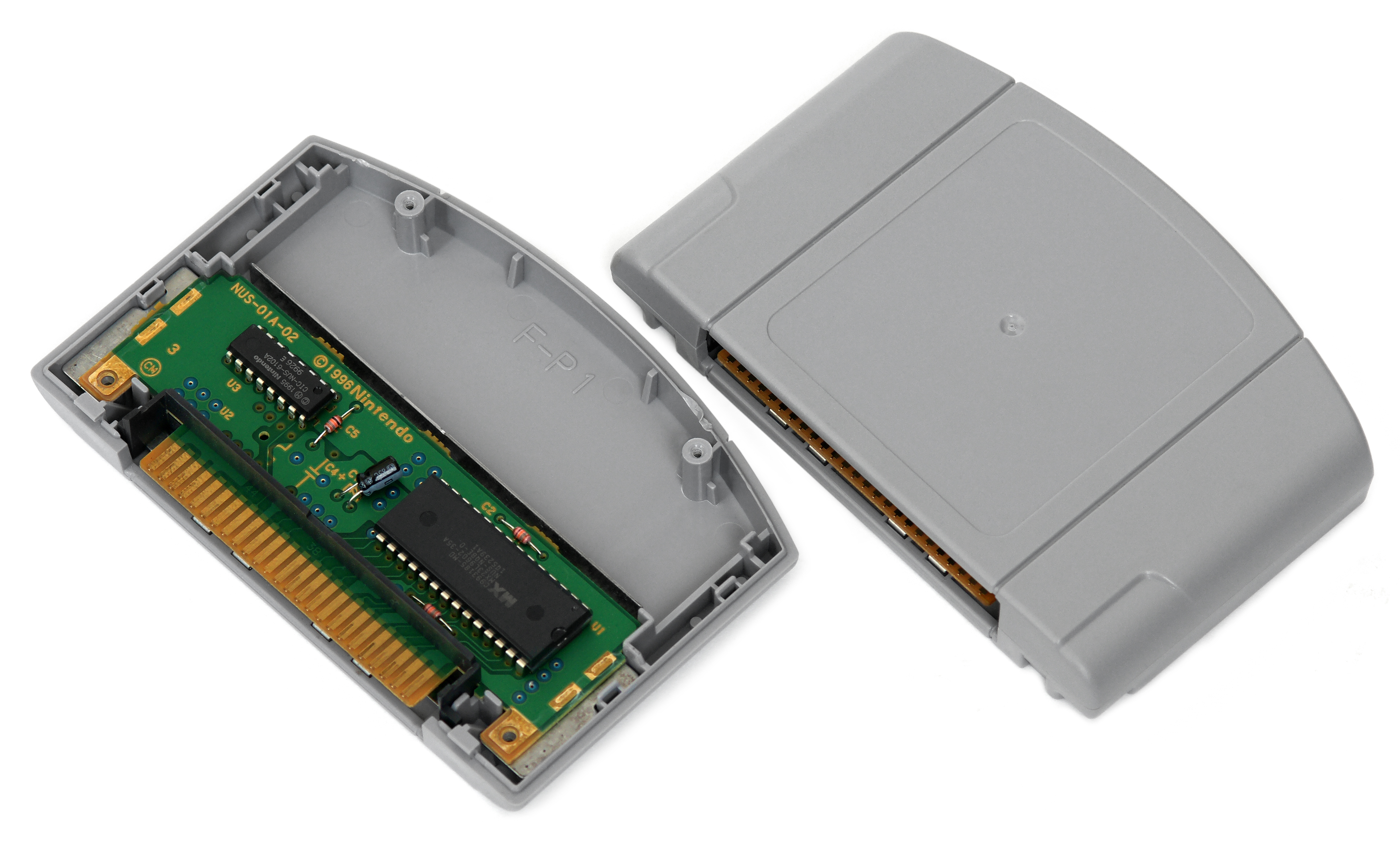
N64卡匣內部構造

- 微處理器：專屬設計 93.75 MHz MIPS R4300i 系列 64-bit RISC CPU
  - L1快取：24KB
  - 頻寬：250 MB/秒
  - 運算速度：93 MIPs（百万条指令每秒）
  - 由NEC以0.35微米晶體管製程生產
- 記憶體：32Bit Rambus RDRAM （標準4.5MB，可透過擴充套件升級至 9MB）
  - 讀取速度：562.5 MB/s
- 圖像：SGI 62.5 MHz RCP (Reality 协处理器)，包含兩個子處理器：
  - RSP (Reality 信号处理器) 控制 3D 图形与音频功能
  - RDP (Reality 图形处理器) 处理硬件中所有像素的绘图，如：
    - Z-缓冲（负责3D空间关系，是马力欧在树前面还是树在马力欧前面）
    - 抗锯齿（平滑锯齿线和边）
    - 纹理映射（将图片放到外表，如将脸的图片放到一个球状头上）
      - 三线过滤Mipmap插补（提高纹理映像着色速率）
      - 透视校正
      - 环境映射

  - 解像度：235x224 到 640x480 自由闪光交错像素
  - 顏色：16.7 百萬色 （可同時顯示32,000色）
  - 150,000 多邊形/秒 (开启所有 RDP 特性)
- 聲音：16-bit ADPCM 立體聲
  - 聲道：100 PCM （最大，平均16-24）
  - 取樣：48kHz （最大，CD品質是44.1kHz）
- 媒介：4MB 至 64MB 卡匣
- 體積：260mm x 190mm x 73mm （长x宽x高）
- 重量：2.42lb (1.1kg)
- 控制器：1 模擬手掣；2 个肩钮；1 个数字十字键；6 个按钮、 '开始' 按钮和 1 个数字触发器。

### 週邊產品

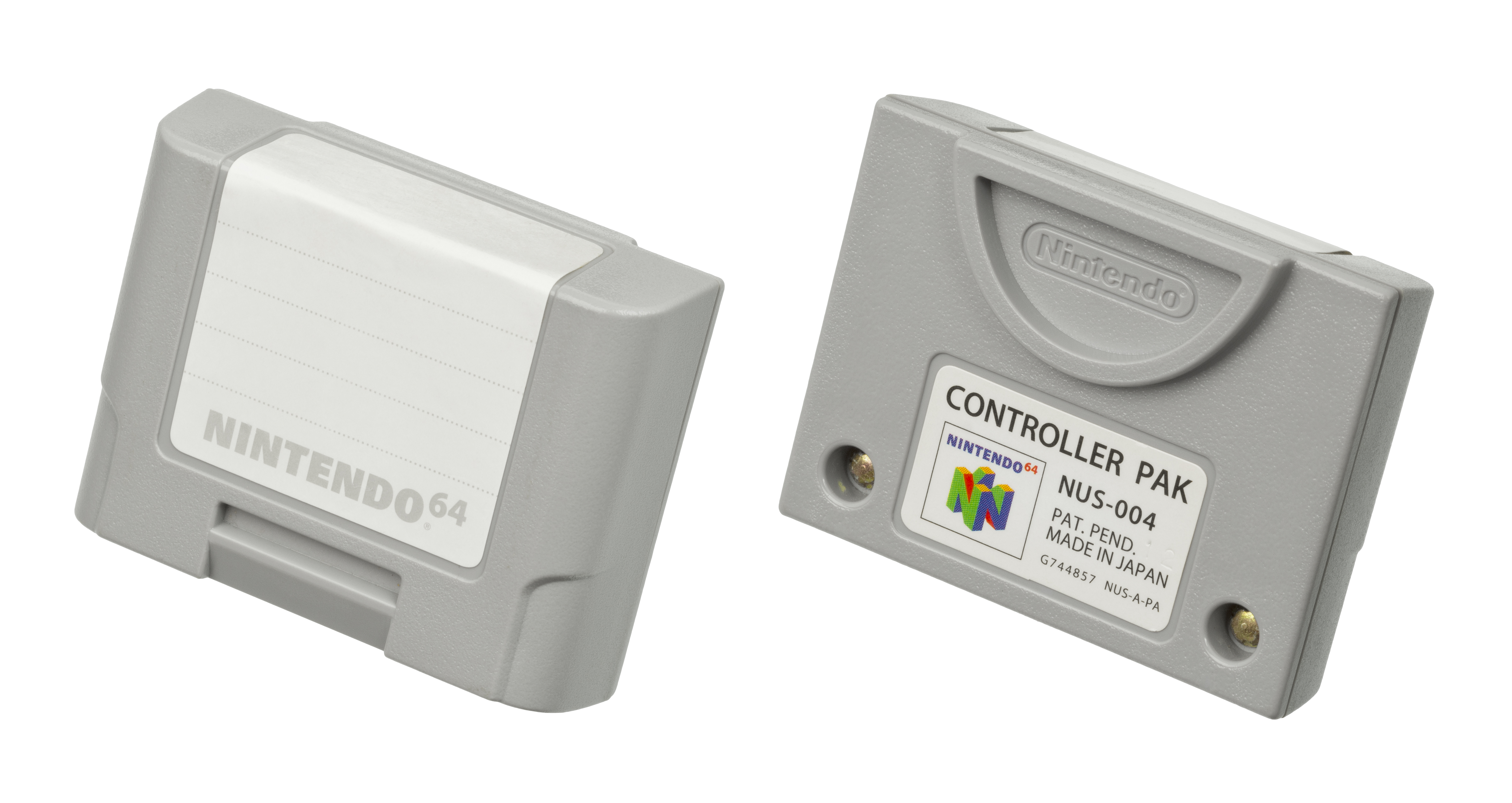
N64控制器记忆卡
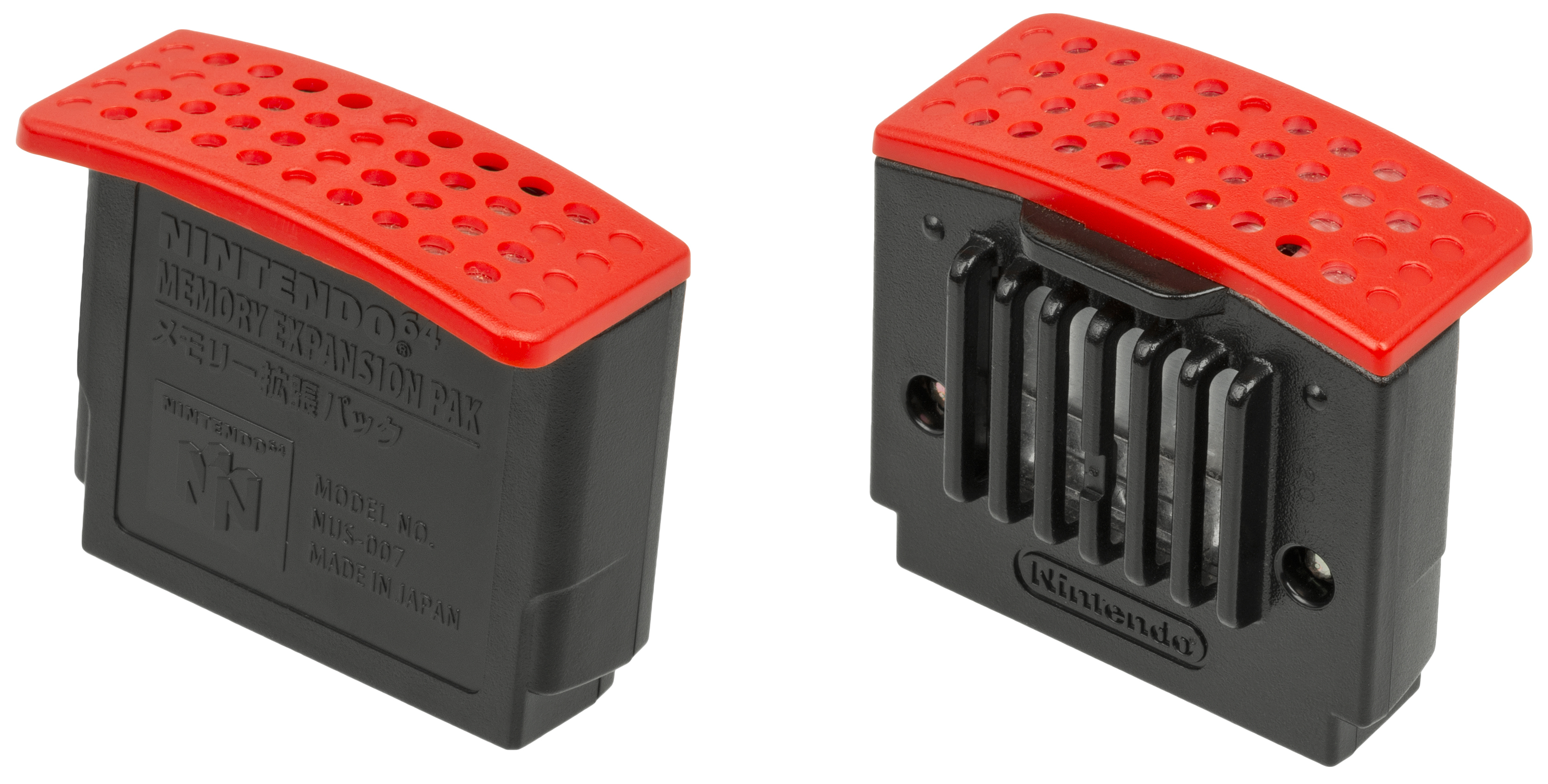
N64扩展卡
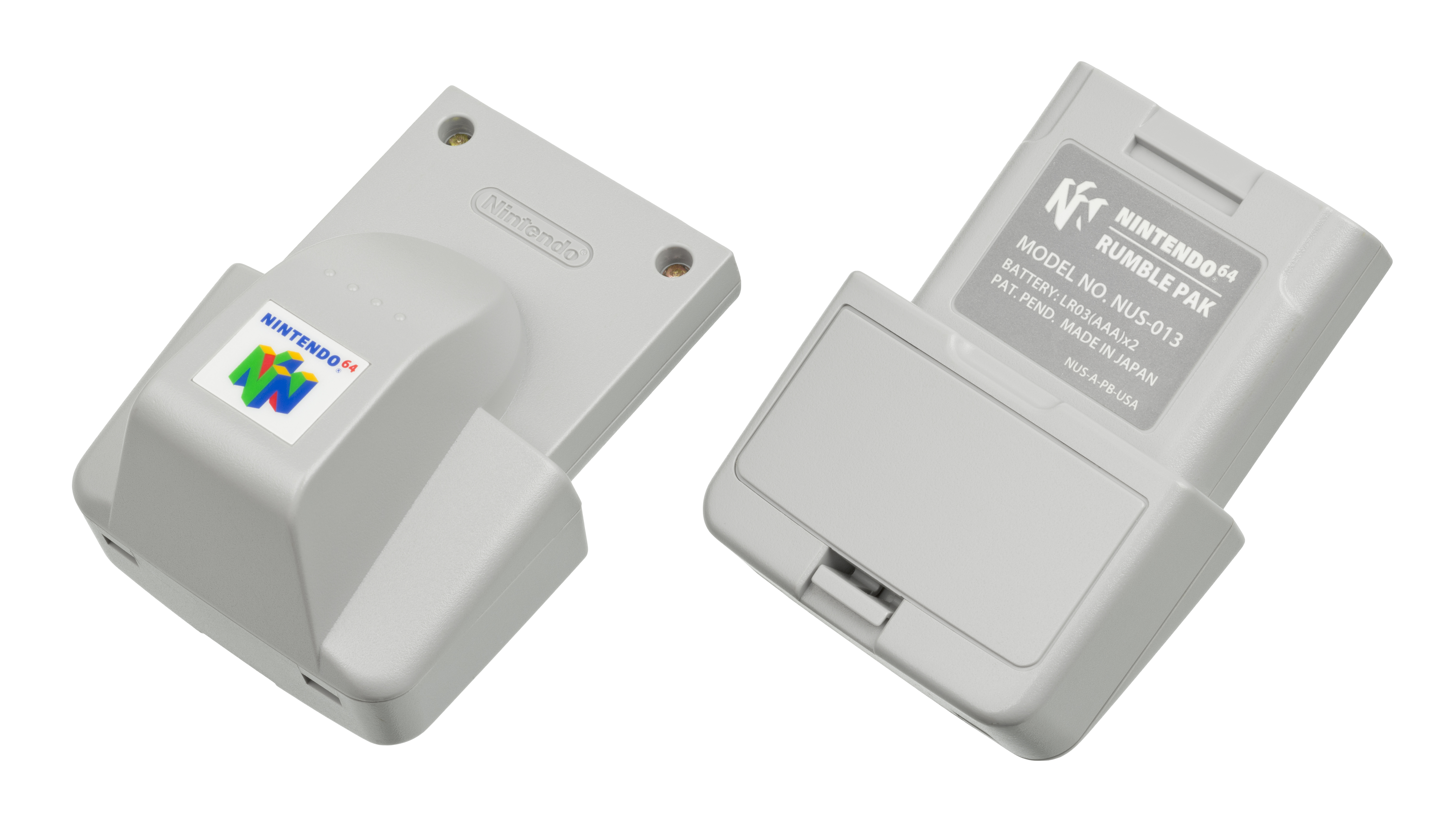
N64震动卡
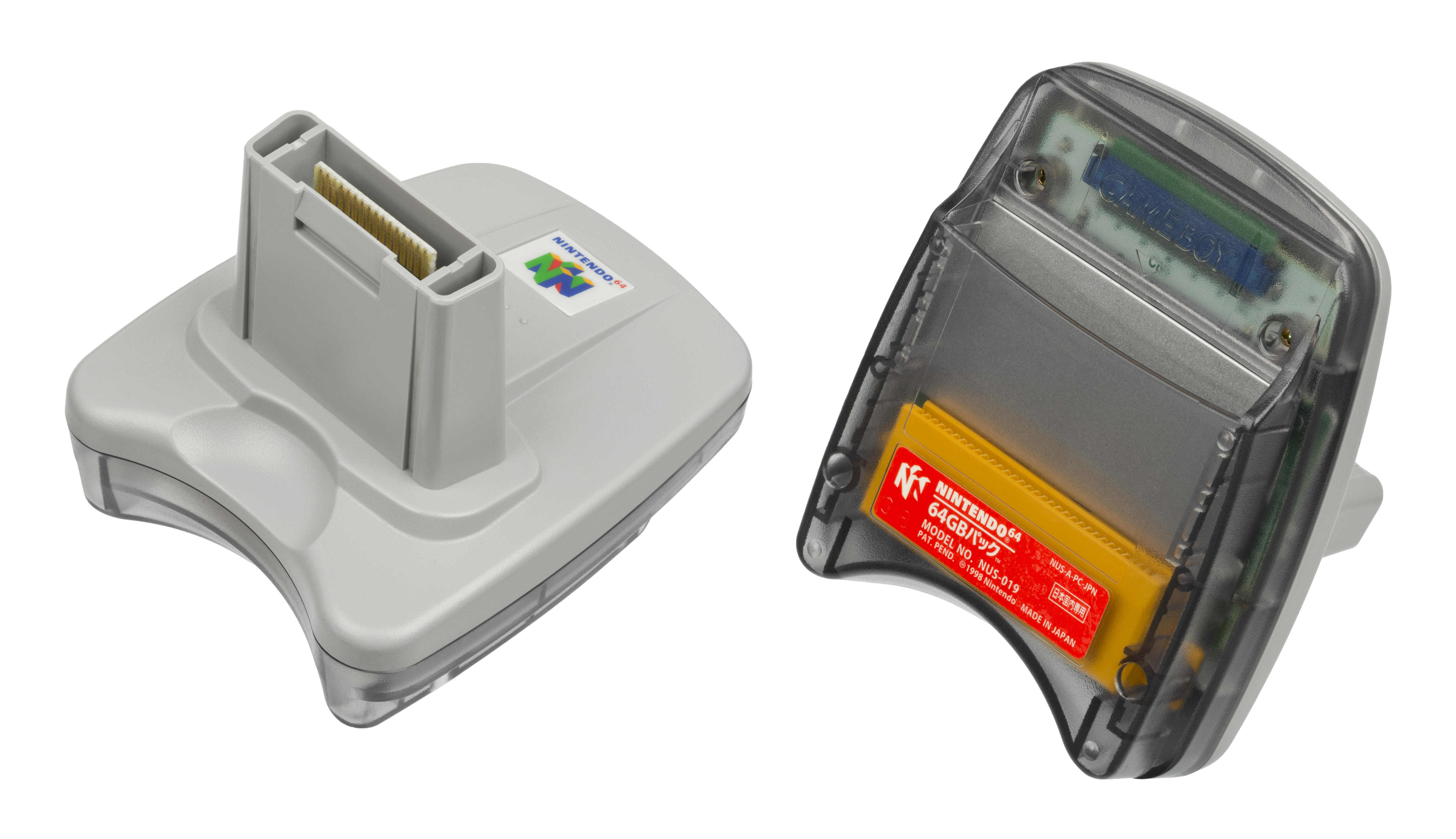
64GB轉換器
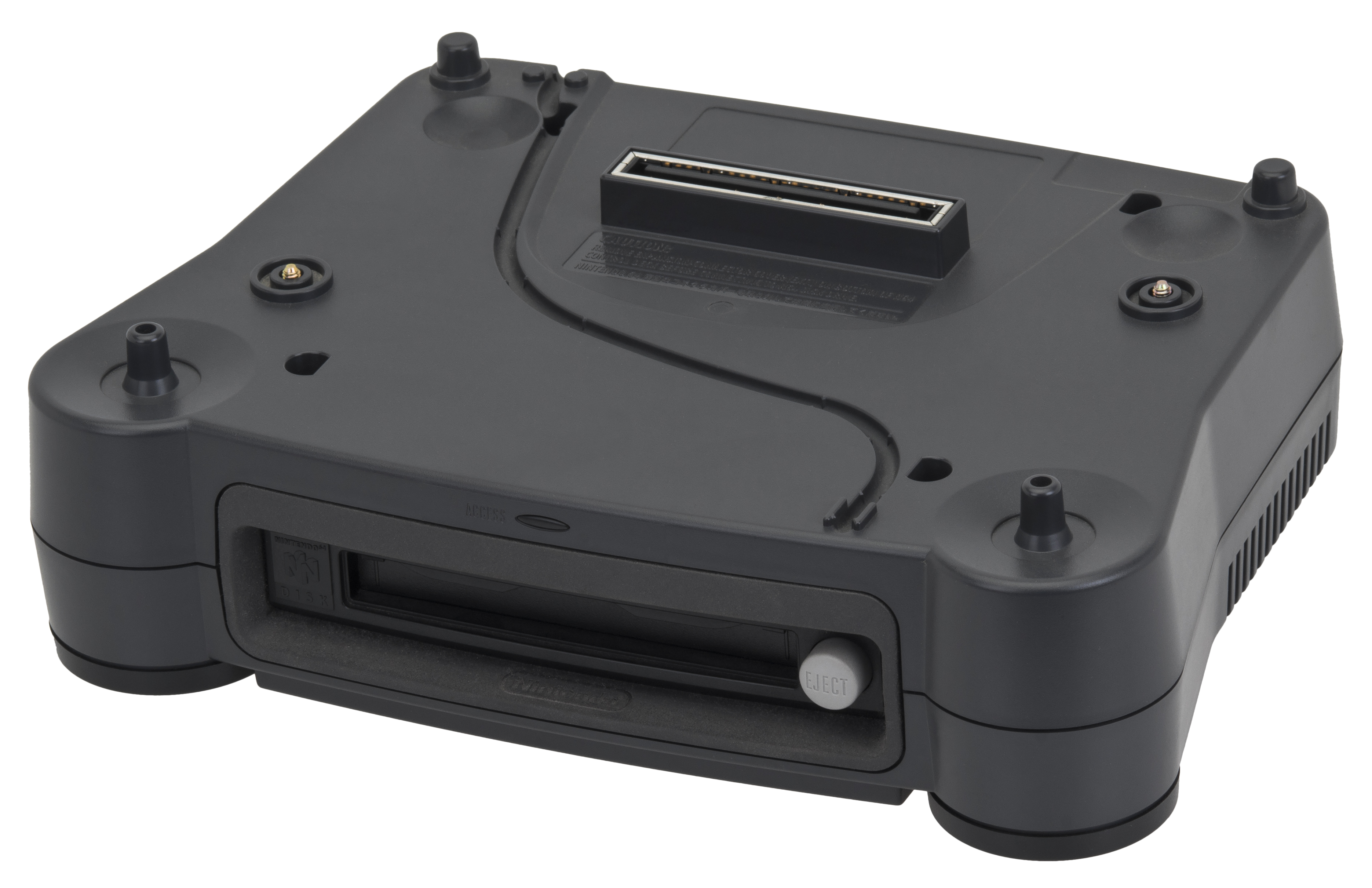
64DD
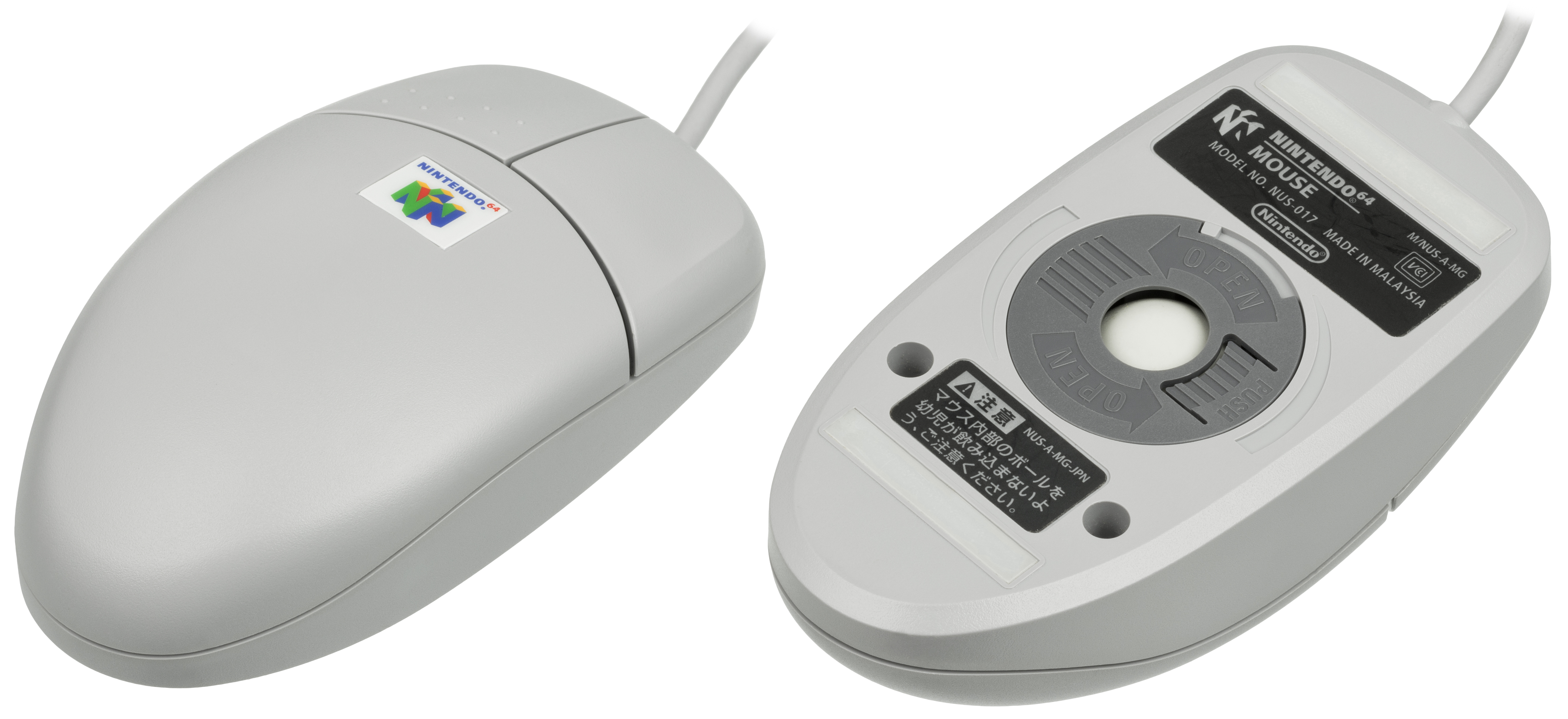
N64滑鼠

- 控制器记忆卡 - 插在控制器上面的記憶卡允許玩家儲存遊戲進度以及設定。任天堂原始的型號提供256KBFlash RAM，其中分頁成123頁，但是其他第三方提供者的型號則有更多的容量，一般是利用壓縮記憶體的方式儲存。每個遊戲所佔用的記憶體頁面各有不同。操作器記憶卡在早期的N64遊戲中是有用的且必須使用的，經過一段時間後操作器記憶卡的方便性因為資料保存電池（或是Flash Memory）得到發現而消失。Konami的遊戲因为他的游戏經常需求操作器記憶卡中三組或是更多的的記憶體空間而饱受恶评（例如Holy Magic Century）。
- 扩展卡 - 這是插在主機擴展記憶槽中的扩展内存卡。它包含4MBRAM存儲空間。有少量的遊戲支持扩展卡，如完美黑暗（Perfect Dark）和星球大戰：俠盜中隊（Star Wars: Rogue Squadron）；還有一些遊戲，如咚奇剛64（Donkey Kong 64）和薩爾達傳說 穆修拉的假面，則需要擴展卡方能游玩。使用擴展卡後，支持扩展卡的遊戲通常會提供更高的視頻分辨率，或是如完美黑暗（Perfect Dark）般解鎖100%的遊戲內容。擴展卡與一些遊戲綑綁發售，也可以單獨購買。Mad Catz公司以更便宜的價格發售了名為High Rez Pack的扩展卡，功能與任天堂官方版本相同。
- 震动卡 - 放置於手把中的周边产品，它可以在遊戲進行過程中震动，它已經變成目前家用遊戲主機手把的標準配備（當它於1997年隨著星際火狐64發售後）。
- 64GB轉換器 - 放置於手把中的週邊產品，它允許任天堂64在Game Boy和N64的遊戲之間轉移及交換資料，如瑪利歐高爾夫64和瑪利歐網球64，寶可夢競技場這個遊戲的遊玩就相當倚賴這個裝置。為了使用Game Boy Camera的遊戲畫面拍照功能，Rare的終極黑暗一開始就相容於64GB轉換器，但是這項功能并未得到更加广泛的应用。
- 64DD - 官方的任天堂64磁碟機，它在市場上並未獲得成功，而且從未於日本境外發售，它的特色在於類似SNES附加裝置Satellaview的連線能力。
- 滑鼠 -  這是插在主機控制器埠的週邊產品，它主要使用於64DD上推出的遊戲，如瑪利歐藝術家（Mario Artist）。
- RFモジュレータ - 可能是紅白機年代電視機專用的轉接器。
- 遊玩Game Boy遊戲的轉接器 - 這是一個非官方的轉接器，可用來遊玩Game Boy遊戲，它類似於任天堂官方發行的Super Game Boy，可用來遊玩Game Boy Color的遊戲（從未發行）。

### 配色/特別式樣
標準樣式
一般的任天堂64是暗灰色，人們時常視作「黑色」，但官方的說法是「深灰色」。
幻樂樣式（Funtastic Series）
這個系列使用了在1999年時十分流行的亮色透明塑料（從Apple's Rev C iMac電腦改進而來）這些顏色分別命名為葡萄 （紫色）、冰雪 （藍色）、西瓜 （粉紅）、火焰 （橙色）、密林 （綠色）、以及煙霧 （灰色）來進行銷售。之後還發布了稱為極限之綠的限定版。此系列中第一個發布的是密林之綠，最初只跟隨咚奇剛64綑綁發售。
香蕉樣式
任天堂隨著咚奇剛64在美國的首次售賣，推出了新樣式的手把，這個手把的主要色系是黃色的，而在手把柄的末端則呈現棕色，看起來就像是一串香蕉。
金色樣式
任天堂隨著薩爾達傳說：時之笛在日本的首賣，發售了金色的N64手把，稍後也在美國和歐洲市場推出了遊戲、手把與金色N64的同時綑綁發售。
皮卡丘樣式
皮卡丘版本的N64顾名思义，在N64的頂端右邊有一个皮卡丘的形象，机身為藍色。作為推广N64的寶可夢作品（例如寶可夢競技場）而發售。使用了與普通N64完全不同的外觀設計，同时，擴展槽也隐藏了。在日本，與藍色机器同时發售的還有红色的版本。

### 數位版權管理
每個N64的卡匣都包括了一個稱為 CIC 的鎖定芯片來防止有制造商製造未經授權的遊戲拷貝。不同於以前的版本，N64 lockout chip包含了一個用來計算遊戲啟動碼中校验和的種子值。為了打擊使用非法遊戲拷貝的行為，任天堂生產了五種不同版本的芯片。如果芯片與遊戲啟動代碼不符，遊戲將不會運行。
替代/擴展單元：
- Doctor V64 and Doctor V64jr，由Bung Enterprises Ltd製造
- Z64，由Harrison Electronics製造
- CD64，由Success Compu.製造

## 编程困难
N64有一个重要的问题，是纹理缓存只有4KB，这让往渲染引擎载入任何小尺寸、低颜色深度以外的纹理都很困难。

## 其他雜項

### 銷售數量
任天堂宣稱N64在世界上的銷售量為3,293萬部。

### 预防软件流通
任天堂在N64卡槽处安装限位器以防止不同国家的软件产生流通，如在美国发卖的卡匣将无法插入日本发售主机的卡槽内。

### 漏電危險
於1997年10月20日，任天堂公司表示指N64電視遊戲機有存在漏電危險，事件中並無人受傷，但公司要求售賣遊戲機店舖：如玩具反斗城等全面回收有問題的遊戲機。